# Rifa'a Al-Tahtawi
Rifaa Rafi at-Tahtawí, més conegut simplement com a Rifaa at-Tahtawí (àrab: رفاعة رافع الطهطاوي, Rifāʿa Rāfiʿ aṭ-Ṭahṭāwī) (Tahta, Sohag, 1801 - el Caire, 1873) fou un teòric de l'educació, pensador polític, economista i home de lletres, a qui podria qualificar-se de reformador social i pedagog. És considerat el pare del pensament àrab modern i fundador del renaixement cultural d'Egipte (Nahda). S'inscriu en el marc del moviment general de canvis que es produí sota la direcció de Muhàmmad Alí Paixà, que l'envià en un viatge cultural a París el 1826, i que va influir en el conjunt de les estructures polítiques, econòmiques i culturals d'Egipte.

## Biografia
Rifaa Rafi at-Tahtawí va néixer el 14 d'octubre de 1801 a Tahta, un rellevant centre econòmic i cultural de l'Alt Egipte, on va passar la seva primera infància i va iniciar els seus estudis, època que va aprofitar per memoritzar l'Alcorà. El 1817, després de la mort del seu pare, es va traslladar al Caire per estudiar a la Universitat al-Azhar ciències religioses, llengua i literatura sota la direcció dels millors mestres del seu temps. Però qui va deixar una major empremta i a qui li degué de la seva formació fou el xeic Hassan Mohammed al-Attar.
En 1823 at-Tahtawí es va graduar i va començar a treballar com a professor a Al-Azhar. Gràcies a al-Attar, va ser designat imam de l'exèrcit egipci i en 1826 imam de la missió educativa que Muhàmmad Alí Paixà va enviar a París.
A París va perfeccionar els seus coneixements de francès, la qual cosa li va permetre estudiar història, geografia i literatura, a més convertir-se en traductor, traduint a l'àrab coneixements sobre diversos temes, com ciències militars, enginyeria, ciències naturals i química. A més d'això també va estudiar filosofia i sociologia, aprenent alhora que observava el seu voltant i aprenia sobre els diversos àmbits de la vida a França.
D'aquesta manera, fou el primer àrab a proporcionar als lectors d'aquesta mateixa nacionalitat una explicació completa del sistema polític d'un país occidental en llengua àrab. «Els francesos són iguals davant la llei malgrat les seves diferències de prestigi, posició, honors i riquesa,» escrigué admirat davant del sistema que veia.
A la seva tornada a Egipte el 1831 va treballar durant dos anys com a traductor de l'Escola de Medicina (esdevenint així el primer egipci a ocupar aquest càrrec, el qual havia estat, fins llavors, dominat sempre per marroquins, sirians i americans), alhora que supervisava l'Escola Preparatòria de Medicina.
El 1833, at-Tahtawí es traslladà a Tora per treballar també com a traductor a l'Escola d'Artilleria, i allí va crear l'Escola de Geografia i Història.
El 1834, tornà al Caire, on va proposar a Muhàmmad Alí Paixà la creació d'una escola de traducció, la qual, després d'haver estat fundada com a Escola de Traducció el 1835, va passar a anomenar-se Escola de Llengües (Madrássat al-Alsun), i gradualment anà assumint la forma i continguts de les facultats o escoles universitàries modernes. Els traductors d'aquesta escola  aprenien àrab, francès, turc, persa i italià.
At-Tahtawí, no fou únicament el primer a crear el més semblant a una facultat moderna laica sinó que també va ser el pioner establint un museu d'antiguitats egípcies, on es protegien les troballes arqueològiques, fent d'Al-Alsun el nucli precursor del primer museu arqueològic egipci. At-Tahtawí és a més el fundador del primer periòdic egipci, Al-Waqàï al-Misriyya, del qual se'n convertí en editor principal el 1842.

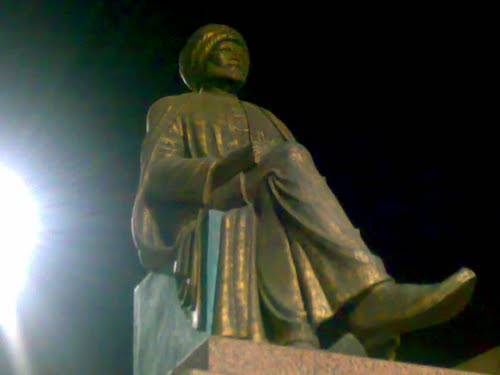
Monument a Rifaa at-Tahtawí enfront de la Universitat de Sohag

Amb l'arribada d'Abbàs I al poder (1848–1854) at-Tahtawí va ser exiliat al Sudan, el 1850, on exercí de director d'una escola primària a Khartum i va veure paralitzada la seva activitat, que va seguir afeblida durant el regnat de Muhàmmad Saïd (1854–1863) malgrat l'armistici concedit als exiliats. No fou fins al regnat d'Ismaïl Paixà (1863-1879) quan pogué reprendre el seu treball en matèria d'educació i ensenyament, així com de traducció, i consagrar-se a més a l'escriptura. Va tornar a dirigir el Qàlam at-Tàrjama (Departament de Traducció), participà en la Qumisyun at-Talim, una comissió nacional per a l'educació, i es va convertir en l'editor cap d'un nou butlletí cultural, Ràwdat al-Madaris al-Misriyya.
Finalment, Rifaa at-Tahtawí va morir al Caire el 27 de maig de 1873 a l'edat de 72 anys amb Muhammad al-Mahdi al-Abbasi presidint el seu enterrament al cementiri d'al-Qarafa al-Kubra.

## Producció intel·lectual[calcitació]
Les obres pròpies escrites per at-Tahtawí abasten, pràcticament, totes les necessitats del període de renaixement àrab (nahda) que es va viure en la seva època, durant el qual es produïren més de 2.000 obres en menys de 40 anys. 
El principal objectiu que es fixà at-Tahtawí, la resurrecció i l'arrencament de la nació egípcia, constitueix l'eix de totes les seves obres. A Takhlis al-Ibriz fi Talkhis Bariz, la seva producció més destacada, hi relata el seu viatge a França i la realitat que allà hi havia per tal d'orientar els futurs turistes. És el primer llibre en la història de la literatura àrab moderna a exhortar els musulmans a obrir-se a un món nou d'idees polítiques i socials.
Aquest mateix desig d'instruir s'observa en el seu últim llibre Nihayat al-Ijaz fi sirat Sakin al-Hijaz (breu exposició sobre la vida dels habitants de Hedjaz), en el qual relata la vida del Profeta i descriu l'estructura política, econòmica i jurídica de l'Estat, no només a l'efecte d'una recerca històrica, sinó també perquè els que llavors construïen l'Estat modern aprofitessin els ensenyaments.
Algunes de les seves obres cabdals són: 
Llibres: 
- Takhlis Al-Ibriz fi Talkhis Baris publicat en 1835 i escrit durant la seva estada a França.
- Poemes patriòtics egipcis escrits per honrar al kediv Said i publicats en 1855.
- Oracions Gramaticals publicat en 1863.
- Anwar tawfiq al-jalil fi akhbar Misr wa tawtiq bani Isma'il, primer volum de la Història d'Egipte, publicat en 1868 i que abasta la història des de l'Antic Egipte fins al principi de l'Islam.
- Manahij al-Albab al-Misriyya fi Mabahij al-Adab al-Asriyya (La metodologia de les ments egípcies pel que fa a les meravelles de les arts contemporànies), publicat en 1869.
- Al-Tuhfa al-Maktabiyya li-Taqrib al-Lughat al-Arabiyya (Regal a les escoles per a la comprensió de la llengua àrab) publicat en 1869, és el primer manual modern de gramàtica àrab.
- Els estels lluminosos en les nits d'Al-Aziz, una col·lecció de felicitacions dirigides a prínceps, publicat en 1872.
- Al-Murshid al-Amin fi Tarbiyyat al-Banat wa al-Banin (Guia honrada per a l'educació de noies i nois) publicat en 1873, reuneix els principals preceptes de Tahtawi sobre educació.
- Nihayat al-Ijaz fi sirat sakin al-Hijaz, publicat en 1876.

Traduccions:
- Geografia a petita escala publicat en 1830.
- Metalls útils publicat en 1832 és una traducció de Minéralogie populaire de Cyprien-Prosper Brard.
- Filòsofs de l'Antiguitat publicat en 1836.
- Història dels antics Egipcis publicat en 1838.
- Lògica publicat en 1838.
- Principis d'Enginyeria publicat en 1854.
- Arabització de la llei civil francesa publicat en 1866.
- Els metalls i el seu ús publicat en 1867.
- Qanun al-tijara publicat en 1868, és una traducció del codi de comerç francès.
- Mawaqi' al-aflak fi waqa'i' Tilimak traducció de les Aventures de Télémaque de Fénelon.
- Geografia Universal traducció del primer volum de Conrad Malte-Brun Précis de géographie universelle.

## Característiques de la seva filosofia educativa
1. L'educació és el preludi del progrés. La ment és el que distingeix a l'ésser humà de la resta dels éssers vius. Igual que els pensadors de la Il·lustració creia en la capacitat de l'ésser humà per canviar i adaptar-se a les necessitats de l'època moderna. Per a at-Tahtawí l'educació era l'únic camí cap al desenvolupament, cap a la civilització, ja que aquesta ajudava a comprendre el significat de la vida.
2. L'educació ha de ser global. Tant en el seu contingut com en la seva durada. At-Tahtawí creia que l'educació havia de començar amb el naixement i prosseguir en l'edat adulta de forma indefinida.
3. S'ha de generalitzar l'educació. At-Tahtawí considerava la generalització de l'educació una necessitat urgent. Per a ell, l'ensenyament primari havia de dirigir-se a tots sense cap mena de distinció, i comprendre la lectura i l'escriptura, adquirides gràcies a l'aprenentatge de l'Alcorà, el càlcul i la gramàtica. No obstant això, considerava que l'ensenyament secundari, en canvi, no era tan important i necessari, però igualment recomanava a l'Estat que hi facilités l'accés a tots els seus súbdits. Quant a l'ensenyament superior, at-Tahtawí la reservava a l'elit política i als dirigents, per la qual cosa creia que calia limitar el seu accés.
4. L'educació és fonamental per a la joventut. És la clau de la virtut i ha de donar-se a tots els ciutadans sense discriminació de sexe. At-Tahtawí defensava educació de les dones amb diversos arguments:
  1. millorava la conducta de les dones entre si i amb el seu marit
  2. els proporcionava accés al món del treball productiu i així escapaven de l'oci
  3. servien d'exemple als seus fills